# Wesele Bachusa i Ariadny
Wesele Bachusa i Ariadny (wł. Arianna, Venere e Bacco) – obraz włoskiego malarza Jacopa Tintoretta.
Jedno z czterech płócien tworzących cykl alegoryczny, mający sławić i wychwalać cnoty wenecjan. Na cykl składają się obrazy Kuźnia Wulkana, Merkury i Gracje, Pallada odtrącająca Marsa oraz Wesele Bachusa i Ariadny. Dzieła powstały w latach 1577–1578 i zostały przeznaczone na ozdobienie przedsionka sali zgromadzeń najwyższego gremium rządowego, zwanego Anticollegio. Sala posiada bogato zdobione sklepienie stiukowe powstałe w latach 1576–1577 autorstwa Andrea Palladio. Pierwotnie sufit zdobiły freski Paola Veronesego, zostały one jednakże zmienione w XVII wieku i przedstawiają potęgę i zamożność Wenecji. W 1713 roku do miasta trafiło dzieło Veronesego Porwanie Europy i z tego powodu w sali Anticollegio wykonano nowe zdobienia. Cykl Tintoretto, wiszący pierwotnie na ścianach przeniesiono obok drzwi.
Przesłanie jakie zawierały cztery obrazy mitologiczne już w czasie ich powstania były niezwykle skomplikowane, a ich interpretacja dla wenecjan, jak i gości oczekujących w sali była bardzo niejednoznaczna i wymagała dużej wiedzy. Ich znaczenie było specjalnie objaśniane. Motyw tematu Wesela Bachusa i Ariadny został zaczerpnięty z mitologii greckiej. Mit opowiada o Ariadnie, która pomogła Tezeuszowi wyjść z labiryntu. Ten obiecał poślubić ją i zabrał do Aten. W drodze zatrzymali się na wyspie Naksos, gdzie Tezeusz porzucił kobietę. W tym samym czasie koło zrozpaczonej Ariadny przejeżdżał Dionizos i ujrzawszy ją zakochał się w niej, zabrał na Olimp i tam poślubił. Moment, gdy Tezeusz sam odpływa z Naksos, a Dionizos spotyka Ariadnę, ukazał w swoim dziele Bachus i Ariadna Tycjan. Tintoretto namalował kolejny etap: samotna Ariadna pozostawiona na plaży spotyka Bachusa, który wręcza jej pierścionek zaręczynowy. Nad kobietą bogini miłości Wenus trzyma wianek z gwiazd. Według tradycji był to pierwotnie złoty diadem, dar ślubny wykonany przez Hefajstosa, który później stał się konstelacją niebieską zwaną Koroną Północną. Według interpretacji włoskiego krytyka sztuki Carla Ridolfiego Ariadna symbolizuje Wenecję jako oblubienicę morza, a inny naukowiec Charles de Tolnay uważał, iż są to mistyczne zaślubiny Wenecji z morzem.